# Conura xanthostigma
Conura xanthostigma is een vliesvleugelig insect uit de familie bronswespen (Chalcididae). De wetenschappelijke naam is voor het eerst geldig gepubliceerd in 1820 door Dalman.